# Valsaria fulvopruinata
Valsaria fulvopruinata är en svampart som först beskrevs av Miles Joseph Berkeley, och fick sitt nu gällande namn av Pier Andrea Saccardo 1882. Valsaria fulvopruinata ingår i släktet Valsaria, ordningen Diaporthales, klassen Sordariomycetes, divisionen sporsäcksvampar och riket svampar.   Inga underarter finns listade i Catalogue of Life.
I den svenska databasen Dyntaxa används istället namnet Diaporthe exasperans för samma taxon.  Det är osäkert om arten förekommer i Sverige.